# Музей історико-краєзнавчих досліджень Сумського державного університету
Істóрико-краєзнáвчий музéй СумДУ — університетський музей-аудиторія, експозиція якого представлена значним зібранням маловідомих матеріалів та унікальних предметів з історії, побуту та культури Сумщини.
Музей розташований на третьому поверсі Бібліотечного корпусу Сумського державного університету (вул. Харківська, 116).

## Історія створення
Музей історико-краєзнавчих досліджень СумДУ було засновано у 2008 році. Основа колекції музею почала формуватися у 1993 році за ініціативи доцента В. Б. Звагельського. Згодом до процесу долучилися викладачі, співробітники та студенти університету та інші дослідники. Експонати збиралися під час етнографічних та археологічних експедицій, польових досліджень.
Значна частина археологічних експонатів музею отримана внаслідок експедицій, що проводилися Регіональною науково-дослідною лабораторією — центром історичного краєзнавства СумДУ, що була створена у 2001 році. ЇЇ співробітники були штатними (Звагельський В. Б., Власенко В. М.) або за сумісництвом (Дегтярьов С. І., Німенко Н. А. та ін.) викладачами кафедри історії. Серед завдань лабораторії була розробка питань, пов'язаних із маловідомими сторінками історії регіону, організація пошуково-дослідницької роботи на Сумщині. Співробітники Лабораторії спільно з викладачами кафедри історії здійснили велику кількість наукових розробок, результатом яких стали: участь в організації наукових конференцій, понад 20 тематичних виставок і презентацій та 4 археологічних експедицій, написання понад 200 наукових, близько 80 публіцистичних та майже 3 тис. енциклопедичних статей, присвячених різним напрямам історичної науки. Праці співробітників Лабораторії та викладачів кафедри історії публікувалися і за кордоном: у Болгарії, Німеччині, Польщі, Росії, Сербії, Чехії.

## Експозиція
Колекція музею складається з понад 1 тис. експонатів, серед яких предмети археології, етнографії, ілюстративні, документальні та фотоматеріали, що хронологічно охоплюють період від пізнього палеоліту (40 тис. років тому) до сьогодення.
Переважну частину експозиції становлять розробки історико-краєзнавчого спрямування науковців СумДУ. Цінні експонати подарували конотопські краєзнавці В. О. Борошнєв, В. М. Терещенко й О. В. Євтушенко. Понад 200 студентів поповнили колекцію своїми знахідками. Частина археологічних експонатів музею отримана внаслідок експедицій, що проводилися Центром історичного краєзнавства СумДУ разом з Інститутом археології НАН України на території Сумського, Конотопського, Глухівського, Шосткинського, Кролевецького районів нашої області. Активними учасниками експедицій була учнівська й студентська молодь Сумщини.
Експозиція побудована за хронологічним принципом:
- «Тваринний та рослинний світ краю»;
- «Палеоліт»;
- «Епоха ранньозалізного віку. Скіфський час»;
- «Слов'яни та Київська Русь»;
- «Заснування міст у ранньомодерний період»;
- «Побут та ремесла»,
- «Сумщина у XVIII-ХІХ ст.»,
- «Революції та утвердження тоталітарного режиму»;
- «Сумщина у Другій світовій війні»;
- «Відбудова народного господарства»,
- «Сьогодення. Сторінки історії СумДУ».

Особливу цінність становлять рідкісні матеріали археологічних розкопок пам'яток періоду Київської Русі, етнографічні артефакти XIX століття та документи часів другої світової війни.
У музеї знаходиться карта Сумської області, на якій позначені найбільш визначні історико-культурні пам'ятки Сумщини, важливі археологічні знахідки й датування.
Поруч з картою розміщені портрети земляків — видатних істориків — М. О. Макаренка, О. М. Лазаревського, С. А. Таранушенка, Я. А. Марковича, М. Ф. Сумцова, архієпископа Філарета (Гумілевського).
Музей-аудиторія розподілена на декілька зон. Одна з них містить природничо-географічні відомості про Сумщину (клімат, флора та фауна). Інші присвячені історичним подіям і постатям від первісного ладу до сьогодення Сумської області.
В етнографічній частині музею привертають увагу предмети селянського побуту XIX — початку XX століття. Колоритний вигляд має окрема кімната музею, що частково відтворює інтер'єр тогочасної української хати. Тут представлено:
- господарські знаряддя: дерев'яні рубелі, ночви, праски, ручні жорна, рогач та серп;
- різні види посуду: скляний, дерев'яний та глиняний посуд;
- традиційні знаряддя ткацького виробництва: гребені, човники, веретено, прядка, фрагменти ручного ткацького верстату;
- предмети традиційного українського одягу: вишиті сорочки, вишиванки, рушники, личаки, постоли та інші предмети побуту.

Унікальними та найбільш давніми експонатами є:
- зуб і тазова кістка мамонта, знайдені в заплаві річки Псел поблизу міста Суми;
- кам'яна зернотерка епохи неоліту;
- речі народів скіфської та слов'янської культур, серед яких кераміка, елементи зброї, господарських та ремісничих знарядь.

Поряд із цими експонатами представлені репродукції картин слобожанських художників XIX — початку XX століття (портрети відомих землячок, сюжети з повсякденного життя), які є частиною колекцій Сумського художнього музею імені Н. Х. Онацького та Національного художнього музею України.
Широко представлений, здебільшого документальними матеріалами, період національно-визвольного руху українського народу початку XX століття, Української революції 1917—1919 років та міжвоєнного періоду, зокрема в еміграції. Зберігається значна кількість фотоматеріалів, документів, нагород, речових пам'яток періоду Другої світової війни, зокрема цінними є фронтові листи, медалі, зброя, фотокартки та особисті речі учасників воєнних подій.
Почесне місце займають результати досліджень науковців СумДУ, особливо на історико-краєзнавчій ниві. В експозиції вони представлені:
- монографіями;
- журналами;
- копіями наукових статей;
- грамотами.

В музеї проводяться екскурсії для школярів, студентів, викладачів, гостей університету та всіх охочих.